# Schüttkasten Mannersdorf am Leithagebirge

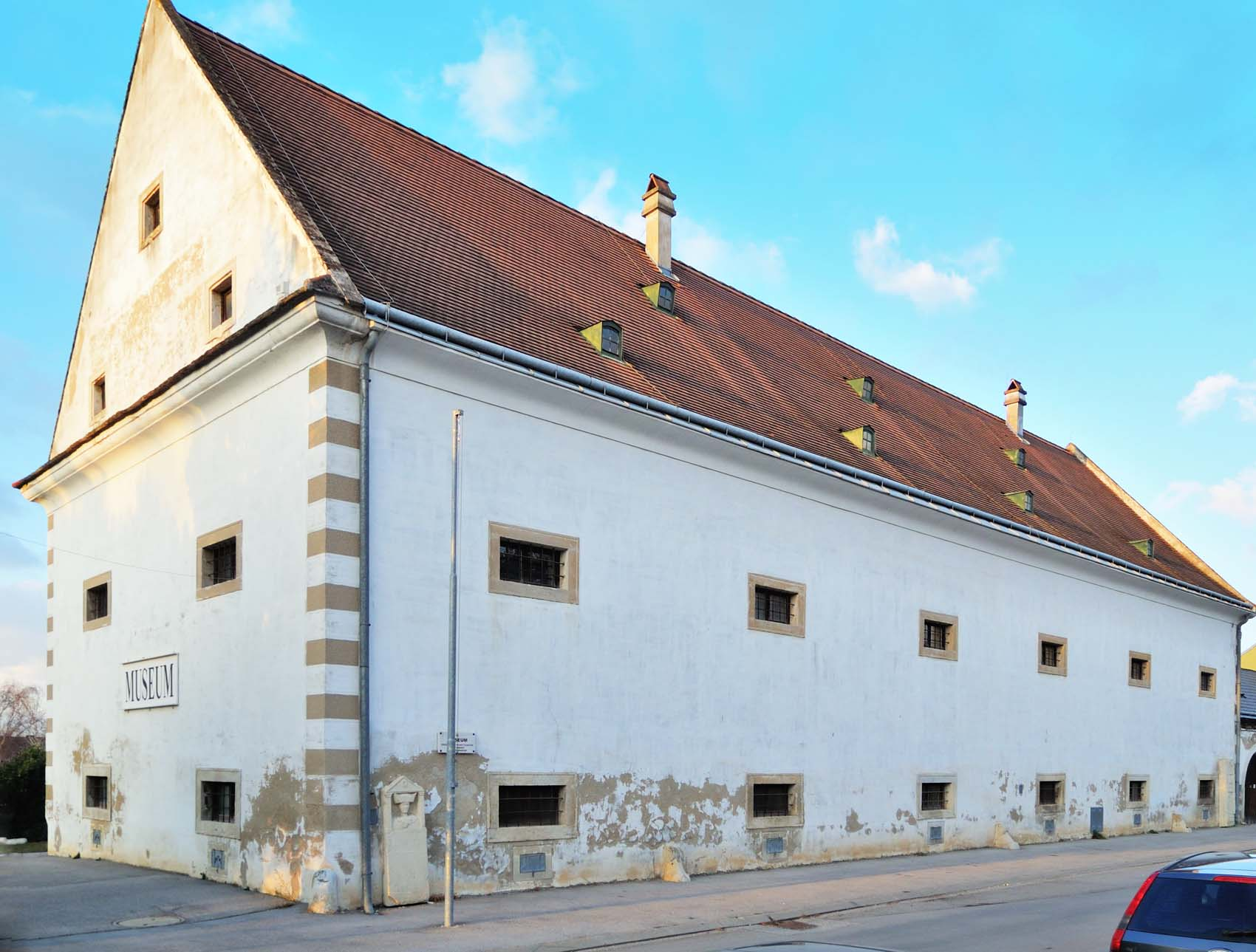
Schüttkasten in Mannersdorf am Leithagebirge

Der Schüttkasten Mannersdorf am Leithagebirge des Schlosses Mannersdorf am Leithagebirge ist ein Getreidespeicher in der Stadtgemeinde Mannersdorf am Leithagebirge (in der Jägerzeile Nr. 9) im Bezirk Bruck an der Leitha in Niederösterreich. Er dient heute als Museum und steht unter Denkmalschutz.

## Geschichte
Der ehemals herrschaftliche Schüttkasten wird 1576 erstmals urkundlich genannt. Er zeigt sich heute im  Bauzustand der zweiten Hälfte des 17. Jahrhunderts. Seit 1979 wird der Schüttkasten als Museum genutzt.

## Architektur
Der Speicherbau mit rechteckigem Grundriss hat liegend rechteckige Fenster und ein Satteldach, ein Kellergeschoß und ein zweischiffiges Speichergeschoß mit kreuzgratgewölbten Speicherräumen. Das Obergeschoß hat eine Holzbalkendecke auf Stützen.

## Museum
Das Museum beinhaltet reiche archäologische Funde aus Mannersdorf am Leithagebirge, eine bemerkenswerte steinmetztechnische Abteilung und eine volkskundliche Sammlung. Es gibt Spolien einer vermutlich frühchristlichen Kirche in Au am Leithagebirge.